# Nangelasari
Nangelasari is een bestuurslaag in het regentschap Tasikmalaya van de provincie West-Java, Indonesië. Nangelasari telt 2841 inwoners (volkstelling 2010).